# Widnica (dopływ Bobru)
Widnica – potok w południowo-zachodniej Polsce, prawy dopływ Bobru, w gminie Lwówek Śląski, płynący przez północno-zachodnią część Wzniesień Płakowickich.
Widnica ma swoje źródła na płaskowyżu pomiędzy Bielanką a Pieszkowem na wysokości ok. 270 - 275 m n.p.m. Początkowo potok płynie przez porośnięte lasem dawne tereny złotonośne z licznymi pozostałościami szybów i płuczkarni. Wypływa na użytki rolne. Przepływa przez Płakowice i uchodzi do Bobru na wysokości ok. 205 m n.p.m. w północnej części Lwówka Śląskiego.
Widnica płynie po czwartorzędowych osadach rzecznych leżących na dolno-triasowych pstrych piaskowcach, a bliżej ujścia na górnokredowych marglach ilastych, iłowcach marglistych i wapieniach marglistych.